# Saison 2025-2026 des Rockets de Houston
La saison 2025-2026 des Rockets de Houston est la 59e saison de la franchise en National Basketball Association (NBA) et la 55e saison dans la ville de Houston.

## Draft
| Tour | Choix | Joueur         | Poste | Nationalité   | Provenance              |
| ---- | ----- | -------------- | ----- | ------------- | ----------------------- |
| 1    | 10    | Khaman Maluach | C     | Soudan du Sud | Blue Devils de Duke     |
| 2    | 59    | Jahmai Mashack | SG    | États-Unis    | Volunteers du Tennessee |

## Matchs

### Summer League
| Summer League Total: 1-4 |

| Match | Date match | Équipe        | Score          | Meilleur marqueur     | Meilleur rebondeur | Meilleur passeur     | Lieux Spectateurs      | Série |
| ----- | ---------- | ------------- | -------------- | --------------------- | ------------------ | -------------------- | ---------------------- | ----- |
| 1     | 11 juillet | L.A. Clippers | D 92-95        | Reed Sheppard (28)    | Reed Sheppard (8)  | Reed Sheppard (4)    | Cox Pavilion 0         | 0 - 1 |
| 2     | 13 juillet | Détroit       | D 83-98        | Reed Sheppard (18)    | Chris Ledlum (6)   | Trois joueurs (3)    | Thomas & Mack Center 0 | 0 - 2 |
| 3     | 14 juillet | Atlanta       | D 108-111 (OT) | Adonis Arms (24)      | Great Osobor (9)   | Arms, Chandler (7)   | Thomas & Mack Center 0 | 0 - 3 |
| 4     | 17 juillet | Portland      | D 83-102       | Great Osobor (16)     | Kevon Harris (8)   | Kennedy Chandler (5) | Cox Pavilion 0         | 0 - 4 |
| 5     | 19 juillet | Minnesota     | V 104-101      | Kennedy Chandler (20) | Mylik Wilson (8)   | Chandler, Harris (6) | Cox Pavilion 0         | 1 - 4 |

### Pré-saison
| Pré-saison Total: 0-0 (Domicile : 0-0; Extérieur : 0-0) |

### Saison régulière
| Saison régulière Total: 0-0 (Domicile : 0-0; Extérieur : 0-0) |